# Olivier Bernard (médecin)
Pour les articles homonymes, voir Olivier Bernard et Bernard.
Olivier Bernard, né en 1969, est un médecin français, président de l'ONG Médecins du monde du 16 mai 2009
Médecin pédiatre à Marseille, praticien hospitalier, diplômé en anthropologie médicale et en santé publique, Olivier Bernard, a succédé à Pierre Micheletti, président de Médecin du Monde de 2006 à 2009.